# C&A
C&A é uma cadeia internacional de lojas de vestuário, fundada nos Países Baixos em 1841 pelos irmãos Clemens e August (daí C&A) como uma empresa têxtil.
No Brasil, é uma das maiores redes de lojas de departamento do país e a décima segunda maior empresa varejista, segundo ranking do Ibevar de 2012. 

## História
A C&A foi criada em 1841 pelos irmãos holandeses Clemens e August Brenninkmeijer, que eram agricultores em Mettingen e resolveram se mudar para tentar a vida como comerciantes. A união de suas iniciais deu origem ao nome da empresa, sendo a primeira loja inaugurada em Sneek (Holanda), em 1861. A rede tornou-se uma das primeiras no mundo a oferecer roupas prontas aos consumidores. Em 1912, com o crescimento do negócio, a empresa instalou-se também na Alemanha (terra da família Brenninkmeijer), e, posteriormente, em outros países da Europa.
A rede varejista conta hoje com filiais na Alemanha, Áustria, Bélgica, Brasil, Croácia, Eslováquia, Eslovénia, Espanha, França, Hungria, Itália, Luxemburgo, México, Países Baixos, Polônia, Portugal, República Tcheca, Roménia, Rússia, Sérvia, Suíça, China e Turquia.

## C&A no Brasil
A primeira loja C&A no Brasil foi inaugurada no Shopping Ibirapuera, em São Paulo, no dia 31 de agosto de 1976. Foi também a primeira loja da rede a ser inaugurada na América Latina.
Atualmente a empresa tem mais de 300 lojas em 125 cidades, atendidas por mais de 12 mil profissionais empregados. Em 2013, contratou cerca de 2500 funcionários e conta com 60% do seu staff com menos de 25 anos.

## C&A em Portugal
Em 1991 a C&A inaugurou no CascaiShopping, em Alcabideche, a sua primeira loja no mercado português. Atualmente a C&A possui 27 lojas em Portugal.

## Parcerias com Celebridades
As lojas C&A lançou a coleção de roupas inspirados em divas da música pop. Entre as as celebridades que assinaram as linhas de roupas para a loja incluem: Thalía, Fergie, Nicole Scherzinger (vocalista do extinto grupo The Pussycat Dolls), Christina Aguilera e Beyoncé. A modelo Gisele Bündchen e a estilista Stella McCartney também tiveram suas próprias linhas de roupas.
Em 2015 a C&A une-se a Sarah Chofakian, dona de uma marca homônima que produz calçados feitos à mão por artesãos, para lançar uma coleção de calçados com modelos coloridos, com recortes e formas diferentes elaborados por Chofakian.
Ainda em 2015, a atriz Maria Casadevall, começou a estrelar a campanha Se tá bombando, tá na C&A. O jingle da campanha é inspirado na música Lips Are Movin, da cantora Meghan Trainor.